# روبن براون
روبن براون (11 مارس 1951 في زيمبابوي - ) (بالإنجليزية: Robin Brown)‏ هو لاعب كريكت جنوب أفريقي. لعب مع منتخب زمبابوي للكريكت.

## وصلات خارجية
- روبن براون على موقع إي آس بي آن كريك إنفو (الإنجليزية)